# Metal Gear Solid: Digital Graphic Novel
Metal Gear Solid: Digital Graphic Novel, anche noto con il titolo originale Metal Gear Solid: Bande Dessinée (メタルギアソリッド バンドデシネ?), è un videogioco del 2006 prodotto dalla Kojima Productions, che ripropone la storia di Metal Gear Solid (1998) in forma di fumetto interattivo, con delle variazioni rispetto alla trama originale e con l'aggiunta di alcuni retroscena (come il dialogo tra Gray Fox e Psycho Mantis e i dialoghi tra Otacon e Sniper Wolf).
L'elemento interattivo consiste nel fatto che ogni scena del fumetto digitale può essere fermata ed esplorata, grazie alla sua struttura tridimensionale, zoomando sui particolari, per svelare altre immagini e raccogliere gli item che consentono al giocatore di accedere a informazioni aggiuntive.
Il videogioco è basato sui fumetti pubblicati da IDW, e include effetti sonori, musiche e animazioni. Nel 2006 ha ricevuto da IGN il premio per il miglior uso del sonoro su PSP.
Dalla schermata dei titoli è possibile accedere a due modalità interattive che sono strutturate per far immergere il videogiocatore nel fumetto virtuale: mentre è visualizzato il fumetto, il giocatore preme il pulsante quadrato per aprire una modalità di "ricerca ricordi" che dà la possibilità di cercare liberamente personaggi e oggetti navigando la schermata in tre dimensioni. Qualsiasi cosa scoperta è aggiunta al database, creando la possibilità di fare scambi con altri utenti via Wi-Fi. È inclusa anche una missione dove le informazioni che il giocatore ha collezionato dal fumetto sono aggiunte in un archivio.
Il gioco è scaricabile a pagamento da PlayStation Store per le console portatili PlayStation Portable e PlayStation Vita. Una versione video (senza gli elementi interattivi, ma con aggiunto il doppiaggio inglese) è stata inclusa nella raccolta Metal Gear Solid: The Legacy Collection (2013) per PlayStation 3. Mentre nell'edizione italiana per portatile le nuvolette sono stati direttamente tradotti, quella per PlayStation 3 riporta le nuvolette in inglese con sottotitoli italiani; la traduzione italiana è leggermente diversa nelle due versioni.
La versione video era già uscita in Giappone nel 2008, in DVD, con doppiaggio giapponese, insieme a Metal Gear Solid 2: Digital Graphic Novel (uscito direttamente in versione non interattiva).